# Greet Hellemans
Greta Mettina (Greet) Hellemans (Groningen, 25 mei 1959) is een voormalig Nederlands roeister. Ze vertegenwoordigde Nederland bij verschillende grote internationale wedstrijden. Tweemaal nam ze deel aan de Olympische Spelen en won hierbij in totaal twee medailles.
In 1980 maakte ze haar olympisch debuut op de Olympische Spelen van Moskou op het onderdeel dubbel-vier-met-stuurvrouw. Ze drong door tot de finale en behaalde daar een zesde plaats met een tijd van 3.22,64. Vier jaar later kwam ze bij de Olympische Spelen van Los Angeles uit op de onderdelen dubbeltwee en acht met stuurvrouw. Met haar zus Nicolette Hellemans won ze een zilveren medaille bij de dubbeltwee. Met de Nederlandse acht met stuurvrouw, waarbij eveneens haar zus deelnam, veroverde ze het brons.
Hellemans was lid van de Groningse roeivereniging KGR De Hunze. Ze studeerde af in bewegingswetenschappen en is thans werkzaam bij Pim Mulier te Papendal en heeft haar eigen RET praktijk in Arnhem.

## Palmares

### roeien (twee zonder)
- 1987: 9e WK - 8.53,78

### roeien (dubbel-twee)
- 1983: 5e WK - 3.19,63
- 1984:  OS - 3.29,13

### roeien (dubbel-vier-met-stuurvrouw)
- 1977: 7e WK - 3.19,00
- 1978: 5e WK - 3.34,78
- 1979: 7e WK - 3.12,96
- 1980: 6e OS - 3.22,64

### roeien (acht-met-stuurvrouw)
- 1984:  OS - 3.02,92

Ineke Donkervoort · 
Lili Meeuwisse · 
Greet Hellemans · 
Jos Compaan · 
Monique Pronk (stuurvrouw)
Greet Hellemans · 
Nicolette Hellemans
Lynda Cornet · 
Marieke van Drogenbroek · 
Harriet van Ettekoven · 
Greet Hellemans · 
Nicolette Hellemans · 
Catalien Neelissen · 
Anne-Marie Quist · 
Wiljon Vaandrager · 
Marty Laurijsen (stuurvrouw)